# 湊川 (千葉県)
湊川（みなとがわ）は、千葉県富津市を流れる二級河川。二級水系湊川水系の本流である。

## 経路
富津市南部・豊岡地区内の房総丘陵を水源とし、同地区内の松節川合流地点から二級河川指定区間となる。富津市東部を北流したのち西に進路を変え、浦賀水道へ注ぐ。河口には上総湊港がある。
延長33,136m。

## 主な支流
- 高宕川
- 志駒川
- 不入斗川（いりやまずがわ）
- 相川

## 並行する道路
- 千葉県道88号富津館山線
- 国道465号

## 流域の主な地理・施設
- 戸面原ダム
- 高宕山のサル生息地
- 高宕山自然動物園
- 峰上城跡[2]
- 千葉県企業庁君津工業用水道事務所湊川取水場 - 10kmほど北に位置する郡ダム（君津市）の貯水池に貯める水を取水している
- 千葉県立天羽高等学校
- 富津警察署
- JR内房線 上総湊駅
- 上総湊港